# Majda Šilc
Majda Šilc, slovenska partizanka in narodna herojinja, * 17. marec 1923, Kržeti, † 14. julij 1944, padla v boju v bližini Novega mesta.
Majda Šilc je bila prva Slovenka, ki je bila razglašena za narodno herojinjo (Jugoslavije). Za herojinjo so jo razglasili 19. junija 1945. Po njej se je po vojni imenoval vrtec v Ribnci in ulica v Novem mestu. Bila je tudi pesnica.